# James Bowman (contreténor)
Pour les articles homonymes, voir Bowman et James Bowman.
James Bowman, né le 6 novembre 1941 à Oxford en Angleterre et mort le 27 mars 2023, est un contreténor britannique.

## Biographie
James Bowman a interprété des opéras, des oratorios, de la musique contemporaine. Enfant, il a commencé à chanter à la cathédrale de la Sainte-et-Indivisible-Trinité d'Ely. Puis il a rejoint le New College à Oxford.
En 1972, il est engagé dans Le Songe d'une nuit d'été (rôle d'Oberon), et en 1973 dans La Mort à Venise (voix d'Apollon), œuvres de Benjamin Britten.
James Bowman a réalisé environ 180 enregistrements avec de nombreux ensembles et chefs d'orchestre dont Nikolaus Harnoncourt, Frans Brüggen, John Eliot Gardiner, Roger Norrington, Christopher Hogwood et Gustav Leonhardt. Il a participé à l'Academy of Ancient Music.
En 1992, il a reçu le grade de chevalier de l'ordre des Arts et des Lettres par le ministre de la culture et la Médaille d'honneur de la Ville de Paris.
Il était « gentleman of the Chapel Royal ». Cette chapelle musicale est l'ensemble attitré de la royauté anglaise à Londres. Il était aussi cofondateur avec Bertrand Dazin (contreténor) de La Cathédrale Invisible, ensemble de musique baroque pour lequel il a développé d'importantes créations d'œuvres contemporaines, en français, pour deux contreténors.
En France, James Bowman a donné de nombreux concerts avec La Grande Écurie et la Chambre du Roy sous la direction de Jean-Claude Malgoire et avec le Capriccio Français sous la direction de Philippe Le Fèvre.

## Discographie sélective
- Messe de Minuit H 9, de Marc-Antoine Charpentier

Choir of King's College Cambridge, English Chamber Orchestra - Sir David Willcocks 1967.
- Motets à deux voix, d'Henri Dumont

Greta de Reyghere, Agnès Mellon, Guy de Mey, Max Van Egmond, Ricercar Consort 1989.
- Messe en si mineur, de Johann Sebastian Bach

The Sixteen Choir & Orchestra - Harry Christophers, direction
- Oratorio de Noël, de Johann Sebastian Bach

The Sixteen Choir & Orchestra - Harry Christophers, direction
- Oratorio de Pâques, de Johann Sebastian Bach

The Sixteen Choir & Orchestra - Harry Christophers, direction
- Passion selon saint Matthieu, de Johann Sebastian Bach

The Sixteen Choir & Orchestra - Harry Christophers, direction
- Passion selon saint Jean, de Johann Sebastian Bach

The Sixteen Choir & Orchestra - Harry Christophers, direction
- Magnificat en ré majeur, de Johann Sebastian Bach

The Sixteen Choir & Orchestra - Harry Christophers, direction
- Magnificat en mi bémol majeur, de Johann Sebastian Bach

Choir of the Christ Church Cathedral, Oxford - The Academy of Ancient Music - Simon Preston, direction
- Orfeo ed Euridice, de Christoph Willibald Gluck

James Bowman, Lynne Dawson, Claron Mac Fadden, Chœur de Chambre de Namur, Pierre Cao, chef de chœur, La Grande Écurie et la Chambre du Roy  - Jean-Claude Malgoire, direction
- Messiah, de George Frideric Handel

Choir of the Christ Church Cathedral, Oxford - Simon Preston, chef de chœur - The Academy of Ancient Music - Christopher Hogwood, direction
- Solomon, de George Frideric Handel

Choir of the Christ Church Cathedral, Oxford - Simon Preston, chef de chœur - The Academy of Ancient Music - Christopher Hogwood, direction
- The Fairy Queen & Dido & Æenas, d'Henry Purcell

English Chamber Orchestra & Chorus - Sir Benjamin Britten, direction
- Theatre Music, d'Henry Purcell

The Academy of Ancient Music - Christopher Hogwood, clavecin, orgue & direction
- Stabat Mater & Nisi Dominus, d'Antonio Vivaldi

The Academy of Ancient Music - Christopher Hogwood, direction
- Gloria en ré majeur, d'Antonio Vivaldi

Choir of the Christ Church Cathedral, Oxford - The Academy of Ancient Music - Simon Preston, direction